# مقاطعة وبستر (لويزيانا)
مقاطعة وبستر (بالإنجليزية: Webster Parish, Louisiana)‏ هي إحدى مقاطعات ولاية لويزيانا في الولايات المتحدة. تأسست سنة 1871، وتبلغ مساحتها 1593 كم2، بلغ عدد سكانها 41207 نسمة في عام 2010 حسب إحصاء مكتب تعداد الولايات المتحدة .

## أعلام
- جون لويس نيلسون
- كولمان ليندسي
- جون سيسيل جونز

## وصلات خارجية
- United States Counties